# Casa di Bose
La Casa di Bose (in tedesco: Bosehaus) è una casa storica situata in Thomaskirchhof 16, a Lipsia, in Germania. Ospita l'Archivio Bach di Lipsia, il Museo Bach e la Neue Bachgesellschaft.

## Storia
Costruito nel XVI secolo, l'edificio fu acquistato nel 1710 da Georg Heinrich Bose, un commerciante di metalli preziosi, che lo fece ristrutturare in stile barocco. A quel tempo, la famiglia Bose era vicina della famiglia Bach, che viveva di fronte all'edificio, nella Thomasschule zu Leipzig (Scuola San Tommaso di Lipsia).
Nel 1765 la casa fu utilizzata per esporre la Collezione Richter, composta da opere accumulate da Georg Heinrich Bose, dal suo figliastro Johann Zacharias Richter e dal figlio Johann Thomas Richter. I 400 pezzi della collezione furono venduti nel 1810.
Nel 1886, l'editore e collezionista Paul de Wit aprì un museo di strumenti presso la casa di Bose, che rimase chiuso fino alla sua morte nel 1925. Parte di questa collezione è ora esposta al Museo degli strumenti musicali dell'Università di Lipsia.
Dal 1985 la Bosehaus ospita il Bach-Archiv di Lipsia e il Johann Sebastian Bach Museum di Lipsia.
Dopo un ampliamento avvenuto a cavallo del secolo, nel 2008 la casa di Bose è stata restaurata per soddisfare i più recenti requisiti di sicurezza. Dopo due anni di lavori, l'edificio viene riaperto il 20 marzo 2010 in occasione del 325° compleanno del compositore. La cerimonia è stata presieduta dal Presidente federale della Germania, Horst Köhler.

## Architettura

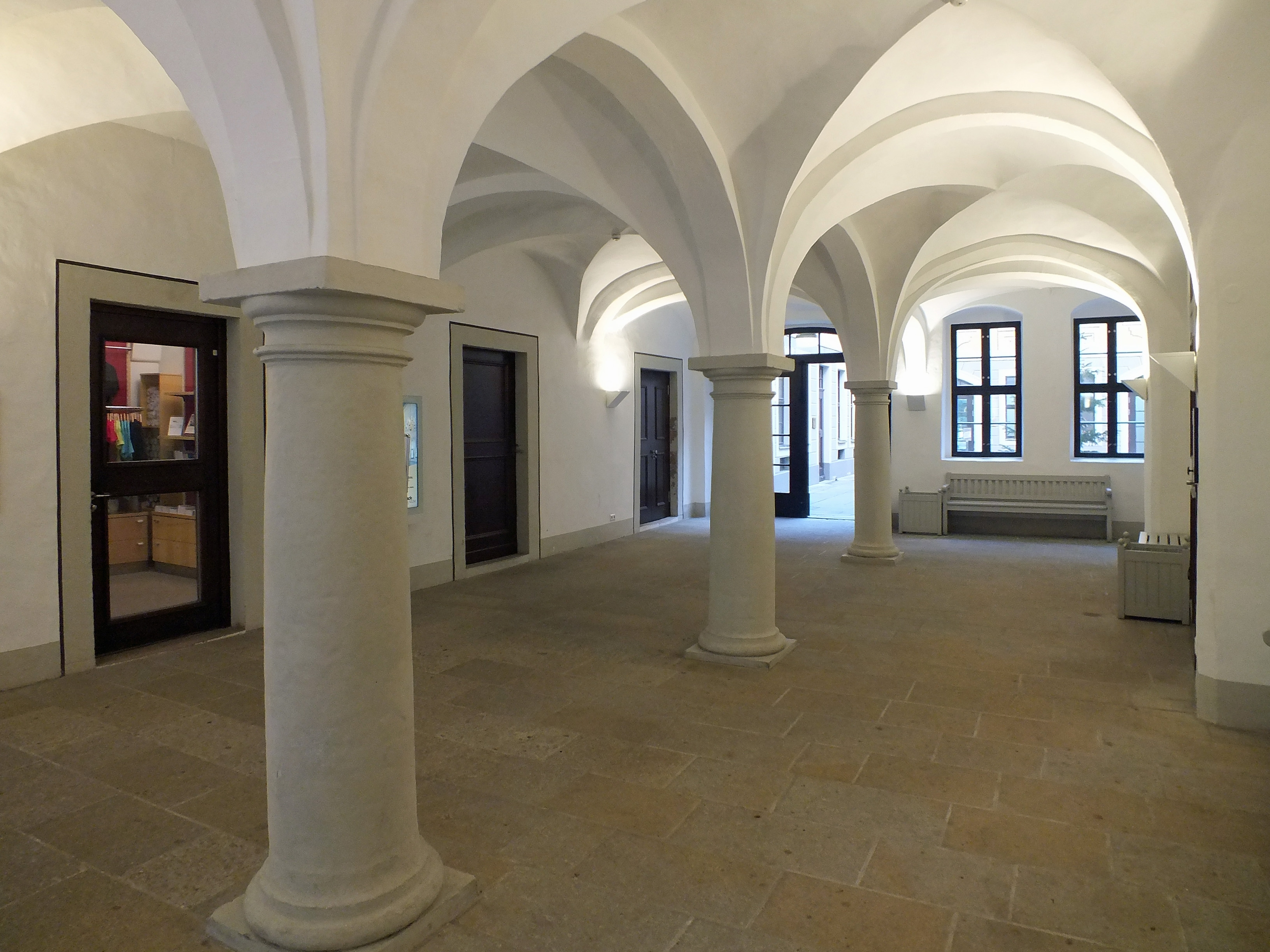
La volta a crociera del Rinascimento

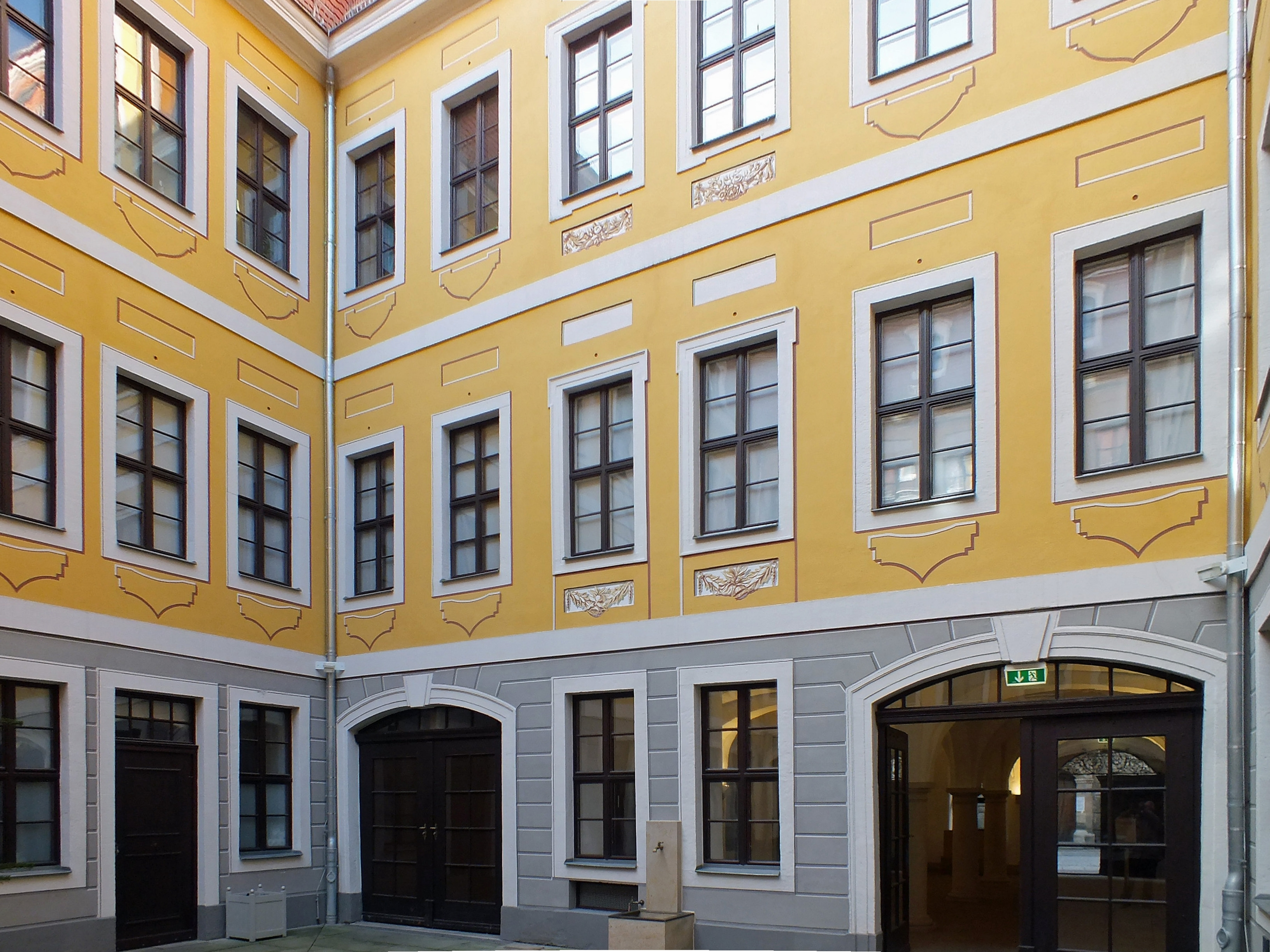
Il cortile barocco regolare del Bosehaus, costruito nel 1710

Nell'attuale edificio anteriore è stata conservata una casa rinascimentale a tre piani, fatta costruire da Peter Hofmann nel 1585 al posto di una casa più antica. Un muro a capanna conservatosi fino ad oggi mostra che il colmo allora, come oggi, si estendeva parallelamente alla facciata sulla strada e che la casa aveva solo tre quarti della profondità della casa barocca. L'atrio d'ingresso al piano terra aveva una volta a crociera, ancora conservata. Probabilmente attorno a un cortile irregolare c'erano degli edifici posteriori in legno, ancora menzionati nei registri edilizi dell'inizio del XVIII secolo e che furono rimossi da Bose. Come in molti altri edifici di Lipsia, la comunicazione verticale era probabilmente assicurata da una torre con scala a chiocciola.
Subito dopo l'acquisto della proprietà nel 1710, Georg Heinrich Bose fece modificare radicalmente la struttura della casa. Il caposquadra era il maestro muratore di Lipsia Nikolaus Rempe. Furono costruite quattro ali, ciascuna delle quali aveva tre piani della stessa altezza e tetti mansardati con abbaini. La facciata su strada, a tre piani, era caratterizzata da una finestra a bovindo a due piani e da un abbaino centrale nel tetto mansardato dei due piani superiori, di fronte ai soggiorni.
Bose estese l'edificio anteriore di circa un terzo della sua profondità verso la parte posteriore e aggiunse un nuovo tetto, in modo che il muro longitudinale che divideva quest'ala nei due piani superiori fosse posizionato approssimativamente al centro dell'edificio. Così facendo, Bose seguì un nuovo sviluppo nell'edilizia residenziale sassone, che ingrandì notevolmente le aree di accesso posteriore (anticamere) dei salotti che si affacciano sulla strada. Anche la nuova scalinata dritta all'incrocio tra l'edificio anteriore e il cortile era moderna. Questo cortile fu deliberatamente disposto a forma di quadrato regolare, come dimostrano i documenti dell'edificio, e sostituì il più antico tipo di gallerie in legno di Lipsia con una planimetria irregolare. Il cortile era circondato da un edificio anteriore, da ali laterali e da un regolare edificio posteriore rettangolare. Al secondo piano si trovava una sala le cui finestre si affacciavano sul cortile e sul giardino, con una fontana sul retro.
L'edificio anteriore ha assunto la sua forma attuale nel 1859, dopo precedenti piccoli lavori di ristrutturazione. In quel periodo il piano inferiore della mansarda venne dotato di una facciata verticale, cosicché da quel momento in poi la casa ebbe quattro piani interi. Ulteriori aggiunte risalenti a quel periodo furono demolite durante i restauri conservativi del monumento del 1982/85.